# Franse parlementsverkiezingen 1993
De Franse parlementsverkiezingen van 1993 vonden op 21 en 28 maart 1993 plaats. Het waren de tiende legislatieve verkiezingen ten tijde van de Vijfde Franse Republiek. 

## Aanloop naar de verkiezingen
Na de vorige parlementsverkiezingen konden de socialisten van president François Mitterrand buigen op een werkbare meerderheid in het Franse parlement. Omdat de president liever niet met de communisten wilde samenwerken, gaf hij Michel Rocard, een partijgenoot, opdracht om een kabinet te vormen waarin naast socialisten en linkse politici zitting zouden hebben, maar ook politici van de centrumpartij Union pour la démocratie française (UDF) van oud-president Valéry Giscard d'Estaing. Dit kabinet hield stand tot 1991, toen de UDF-ministers hun portefeuilles ter beschikking stelden en voortaan de voorkeur gaven voor samenwerking met de centrumrechtse Rassemblement pour la République (RPR) van oud-premier Jacques Chirac. Hoewel hierdoor de omvang van de oppositie in het parlement flink toenam, bleven de socialisten over een meerderheid beschikken in de Nationale Vergadering en kwam er een nieuw kabinet tot stand onder leiding van mevr. Édith Cresson. 
Lokale verkiezingen in maart 1992 brachten de socialisten zware verliezen waarop Mitterrand premier Cresson verving door Pierre Bérégovoy, die economische hervormingen in het vooruitzicht stelde.

## Uitslagen
De verkiezingen werden een klinkende overwinning voor de lijstverbinding van de RPR en de UDF, terwijl de Parti socialiste (PS) het slechtste resultaat in haar geschiedenis neerzette. Daarnaast kregen ook de linkse bondgenoten van de PS flinke klappen. 
Opvallende was de deelname van de maar liefst vier groene partijen, die weliswaar geen zetels wisten te behalen, maar niettemin een redelijk resultaat neerzetten.
Na de winst van RPR/UDF herhaalde zich de situatie van 1986-1988: een linkse president moet samenwerken met een centrumrechtse regering (cohabitation).
| Partij of Coalitie                                   | Partij of Coalitie                                         | Afkorting                                   | Stemmen 1e ronde | % 1e ronde | Zetels 2e ronde |
| ---------------------------------------------------- | ---------------------------------------------------------- | ------------------------------------------- | ---------------- | ---------- | --------------- |
|                                                      | Rassemblement pour la République                           | RPR                                         | 5.032.496        | 20,08      | 242             |
|                                                      | Union pour la démocratie française                         | UDF                                         | 4.731.013        | 18,71      | 207             |
|                                                      | Divers droite                                              | DVD                                         | 1.118.032        | 4,46       | 36              |
| Union pour la France                                 | Union pour la France                                       | Union pour la France                        | 10.881.541       | 43,25      | 485             |
|                                                      |                                                            |                                             |                  |            |                 |
|                                                      | Parti socialiste                                           | PS                                          | 4.415.495        | 17,61      | 53              |
|                                                      | Parti communiste français                                  | PCF                                         | 2.331.339        | 9,30       | 24              |
|                                                      | Divers gauche (waaronder Mouvement des radicaux de gauche) | DVG-MRG                                     | 693.945          | 2,77       | 14              |
| Presidentiële Meerderheid & PCF (oppositie)          | Presidentiële Meerderheid & PCF (oppositie)                | Presidentiële Meerderheid & PCF (oppositie) | 7.440.779        | 29,68      | 91              |
|                                                      |                                                            |                                             |                  |            |                 |
|                                                      | Les Verts                                                  | VEC                                         | 1.022.196        | 4,08       | -               |
|                                                      | Génération écologie                                        | GE                                          | 917.228          | 3,66       | -               |
|                                                      | Nouvelle Écologie                                          |                                             | 635.244          | 2,53       | -               |
|                                                      | Écologistes                                                |                                             | 141.645          | 0,57       | -               |
| Ecologische partijen                                 | Ecologische partijen                                       | Ecologische partijen                        | 2.716.313        | 11,0       | 0               |
|                                                      |                                                            |                                             |                  |            |                 |
|                                                      | Front national                                             | FN                                          | 3.152.543        | 12,58      | 1               |
|                                                      | Extrême gauche                                             | EXG                                         | 423.282          | 1,69       | -               |
|                                                      | Anderen                                                    |                                             | 329.275          | 1,31       | -               |
|                                                      | Nationalisten en eurosceptische partijen                   |                                             | 70.920           | 0,28       | -               |
|                                                      | Extrême droite                                             | EXD                                         | 35.411           | 0,14       | -               |
|                                                      | Régionalistes                                              | REG                                         | 35.411           | 0,14       | -               |
|                                                      |                                                            |                                             |                  |            |                 |
|                                                      | Totaal                                                     |                                             | 28.024.168       | 100        | 573             |
| Onthoudingen : 31,08 % (1e ronde) 32,44 % (2e ronde) |                                                            |                                             |                  |            |                 |

### Samenstelling in deNationale Vergadering
| Groepering            | Leden | Andere fractieleden | Totaal |
| RPR                   | 245   | 12                  | 257    |
| UDF                   | 213   | 2                   | 215    |
| Socialiste            | 52    | 5                   | 57     |
| République et liberté | 23    | 0                   | 23     |
| Communiste            | 22    | 1                   | 23     |
| Niet-ingeschrevenen   | 2     | -                   | 2      |
| Totaal                | 557   | 20                  | 577    |